# Пітер Хіггс
Пітер Хіггс (англ. Peter Ware Higgs; 29 травня 1929, Ньюкасл-апон-Тайн, Велика Британія — 8 квітня 2024) — британський фізик-теоретик, який передбачив названий на його честь бозон Хіггса як пояснення наявності мас у субатомних частинок. Лауреат Нобелівської премії (2013).
У 1960-х роках Хіггс припустив, що порушення симетрії в електрослабкій теорії може пояснити походження маси елементарних частинок. Цей так званий механізм Хіггса, який майже одночасно запропонував Хіггс та ще кілька фізиків, передбачає існування нової частинки, бозона Хіггса, пошук якої став однією з важливих цілей фундаментальної фізики. 4 липня 2012 року CERN оголосив про відкриття бозона Хіггса на Великому адронному колайдері, а наступного року Хіггсу була присуджена Нобелівська премія з фізики. Механізм Хіггса є загальновизнаним важливим компонентом Стандартної моделі фізики елементарних частинок, без якого багато масивних частинок були б безмасовими.

## Біографія

### Молодість і освіта
Хіггс народився в районі Елсвік міста Ньюкасл-апон-Тайн в Англії, у сім'ї Томаса Вера Хіггса (1898—1962) та його дружини Гертруди Мод, уродженої Когілл (1895—1969). Його батько працював звукорежисером на BBC. Через перенесену в дитинстві астму, часті переїзди у зв'язку з роботою батька, а потім через Другу світову війну, Хіггс в дитинстві багато пропускав школу та навчався вдома. Коли його батько переїхав до Бедфорда, Хіггс залишився з матір'ю в Бристолі. У 1941—1946 роках він відвідував в Бристолі Котемську школу грамоти, надихаючись тим фактом, що її випускником був Поль Дірак, один із засновників квантової механіки.
У 1946 році, у віці 17 років, Хіггс перейшов до школи Лондонського Сіті, де він спеціалізувався на математиці. Потім у 1947 році він вступив до Королівського коледжу Лондона, який закінчив з відзнакою з фізики в 1950 році та здобув ступінь магістра в 1952 році. У він був нагороджений науковою стипендією 1851 від Королівської комісії для виставки 1851 року та виконав аспірантські дослідження з молекулярної фізики під керівництвом Чарльза Коулсона та Крістофера Лонгет-Гіггінса. 1954 року він здобув ступінь доктора філософії з дисертацією під назвою «Деякі проблеми теорії молекулярних коливань» у Королівському коледжі Лондона.

### Наукова кар'єра
Після захисту дисертації Хіггс працював старшим дослідником в Единбурзькому університеті (1954—1956). Потім він займав різні посади в Імперському коледжі Лондона та Університетському коледжі Лондона. Він повернувся до Единбурзького університету в 1960 році, обійнявши посаду викладача в Інституті математичної фізики Тейта, що дозволило йому оселитися в місті, яке він полюбив, ще подорожуючи через нього автостопом у 1949 році, під час свого навчання в університеті.
В 1964 році Хіггс опублікував свою найважливішу статтю з передбаченням бозона Хіггса.
В 1980 році Хіггс обійняв кафедру теоретичної фізики в Единбурзькому університеті. Він був обраний членом Королівського товариства Единбурга в 1974 році, членом Королівського товариства у 1983 році та членом Інституту фізики у 1991 році.

### Приватне й громадське життя
У 1963 році Хіггс одружився з Джоді Вільямсон, активісткою Кампанії за ядерне роззброєння. У серпні 1965 року у них народився перший син. Всього у Хіггса було двоє синів: Кріса, комп'ютерник, і Джонні, джазовий музикант. Вся родина жила в Единбурзі.
В Лондоні, а потім в Единбурзі, Хіггс був активістом Кампанії за ядерне роззброєння, але вийшов з організації, коли вона на додачу до боротьби проти ядерної зброї сталда також боротись проти ядерної енергетики. Він був членом Грінпіс, поки ця оргація не виступила проти генетично модифікованих організмів.
В 2004 році Хіггс був нагороджений премією Вольфа з фізики (розділивши її з Робертом Браутом і Франсуа Англером), але відмовився летіти до Єрусалиму на вручення нагороди на знак протесту проти відношення Ізраїлю до палестинців.
Хіггс був атеїстом. Він висловлював невдоволення прізвиськом «частинка Бога», яку в популярній літературі давали бозону Хіггса, вважаючи цю назву такою, що заплутує людей і дає хибне уявлення, ніби відкриття цієї частинки якось доводить існування Бога. Зазвичай це прізвисько бозона Хіггса приписують Леону Ледерману, автору книги «Частинка Бога» (англ. God particle), але назва була ідеєю видавця книги, а сам Ледерман хотів називати бозон Хіггса «проклятою частинкою» (англ. goddamn particle).

### Останні роки
Хіггс вийшов на пенсію в 1996 році, ставши професором-емеритом Единбурзького університету.
4 липня 2012 року CERN оголосив про експериментальне підтвердження існування бозона Хіггса. Хіггс, відомий своєю сором'язливістю, сказав журналістам про це відкриття: «Дуже приємно інколи мати рацію».
Наступного року, 8 жовтня 2013 року було оголошено, що Хіггс і Франсуа Англер розділять Нобелівську премію з фізики 2013 року «за теоретичне відкриття механізму, який сприяє нашому розумінню походження маси субатомних частинок». Хіггс не дивився оголошення результатів премії, щоб уникнути уваги ЗМІ, і не мав мобільного телефону, тому дізнався про присудження йому нагороди від колишнього сусіда по дорозі додому.
Хіггс помер у себе вдома 8 квітня 2024 у віці 94 років року після нетривалої хвороби.

## Наукові результати
В Единбурзі Хіггс вперше зацікавився питанням походження маси, розвинувши ідею про те, що частинки були безмасовими на початку існування Всесвіту, а набули масу на частку секунди пізніше в результаті взаємодії з певним полем, яке пізніше отримало назву поле Хіггса. Хіггс постулював, що це поле пронизує простір, надаючи масу всім елементарним субатомним частинкам, які з ним взаємодіють.
Механізм Хіггса передбачає саме поле Хіггса надає масу кваркам і лептонам. Однак воно дає лише незначний внесок у масу таких субатомних частинок, як протони та нейтрони, в яких основна маса припадає на глюони, що зв'язують кварки разом.
Підвалини досліджень Хіггса заклав теоретик японського походження й лауреат Нобелівської премії Йоїтіро Намбу з Чиказького університету. Намбу запропонував теорію спонтанного порушення симетрії, яка, однак, передбачала безмасові частинки (теорема Голдстоуна), і це передбачення явно було неправильним.
Хіггс згадував, що розробив основи своєї теорії після того, як повернувся до своєї единбурзької квартири після невдалої поїздки у гори на вихідних. Він казав, що в розвитку теорії не було «моменту еврики». Він написав коротку статтю, використовуючи лазівку в теоремі Ґолдстоуна (безмасові частинки Ґолдстоуна не обов'язково виникають, коли локальна симетрія спонтанно порушується в релятивістській теорії) і в 1964 році опублікував її у «Physics Letters», європейському фізичному журналі, який редагувався в CERN.

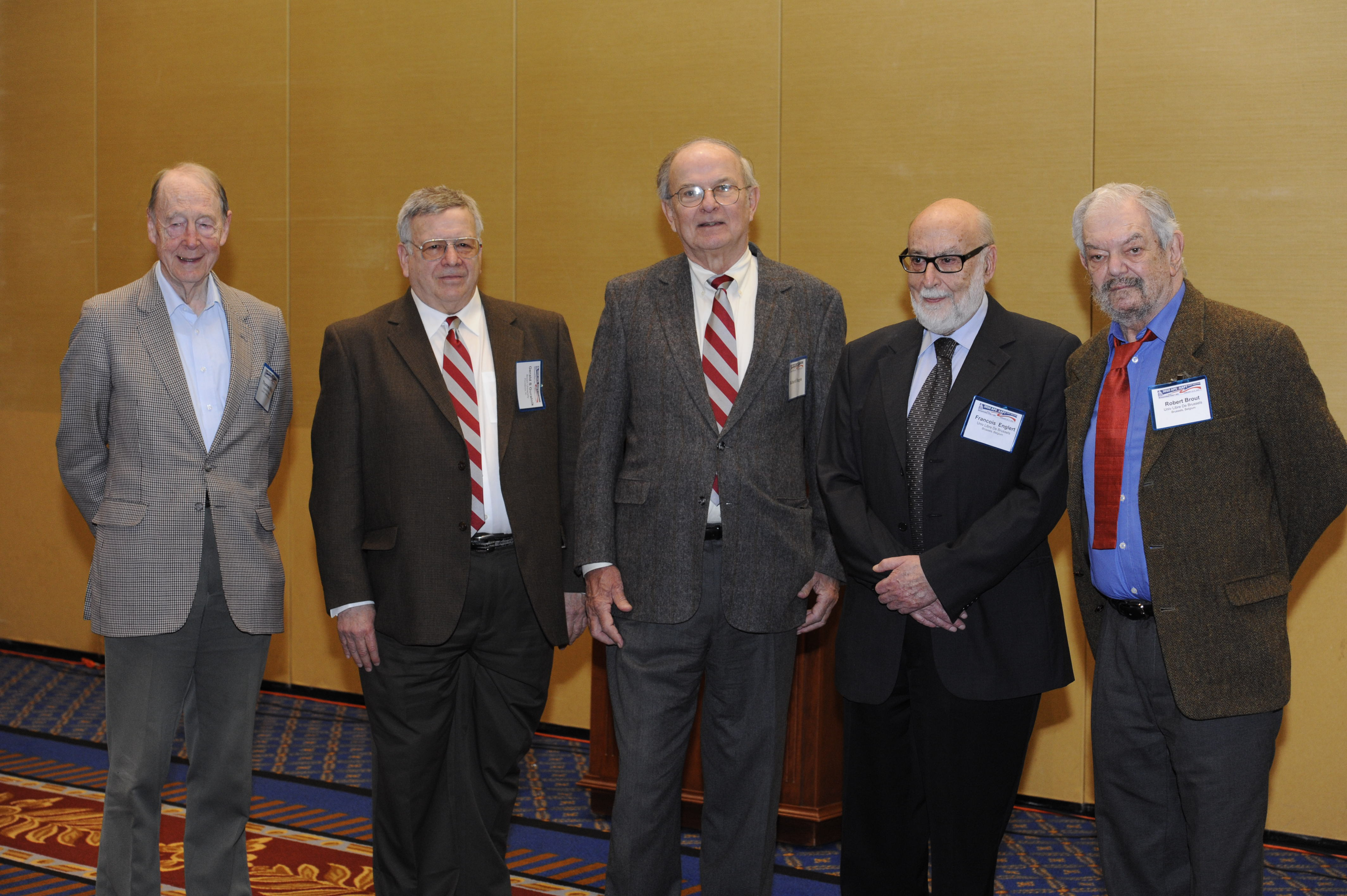
Кіббл, Гуральник, Гаген, Англер і Роберт Браут (зліва направо), які відкрили механізм Хіггса майже одночасно з Хіггсом. Фотографія зроблена на врученні премії Сакураї, яку вони розділили з Хіггсом.

Хіггс написав другу статтю, в якій описував теоретичну модель (яку зараз називають механізмом Хіггса), але статтю було відхилено (редакція «Physics Letters» вирішила, що вона «не має очевидного відношення до фізики»). Хіггс написав додатковий абзац і надіслав цю статтю до «Physical Review Letters», іншого провідного фізичного журналу, який опублікував її в 1964 році. У цій статті було передбачено новий масивний бозон із нульовим спіном (тепер знаний як бозон Хіггса). Інші фізики, Роберт Браут і Франсуа Англер і Джеральд Гуральник, Карл Гаген і Том Кіббл дійшли подібних висновків приблизно в той самий час. В опублікованій версії Хіггс цитує Браута та Енглерта, а третя стаття (Гуральника, Гагена й Кіббла) цитує дві попередні. Три статті, написані Хіггсом, Гуральником, Гагеном, Кібблом, Браутом і Енглертом про це відкриття бозона, були визнані визначною віхою на святкуванні 50-річчя «Physical Review Letters». Ці три статті у «Physical Review Letters» про порушення симетрії використовували подібні підходи, хоча й містили важливі відмінності. Багато престижних нагород було вручено співавторам цих статей в різних комбінаціях: наприклад, в 2010 році всі 6 співавторів були нагороджені премією Сакураї, а в 2013 році Англер розділив з Хіггсом Нобелівську премію. Першу версію використаного в статтях механізму запропонував Філіп Андерсон ще в 1962 році, хоча він не врахував необхідну для роботи механізму релятивістську модель.
4 липня 2012 року CERN оголосив, що експерименти ATLAS і CMS виявили значущі ознаки присутності нової частинки, яка може бути бозоном Хіггса, в області мас близько 126 ГеВ. Виступаючи на семінарі в Женеві, Хіггс прокоментував: «Це справді неймовірна річ, що це сталося протягом мого життя». За іронією долі, це ймовірне підтвердження бозона Хіггса було зроблено в CERN, — саме там, де редактор «Physics Letters» колись відхилив статтю Хіггса.

## Відзнаки

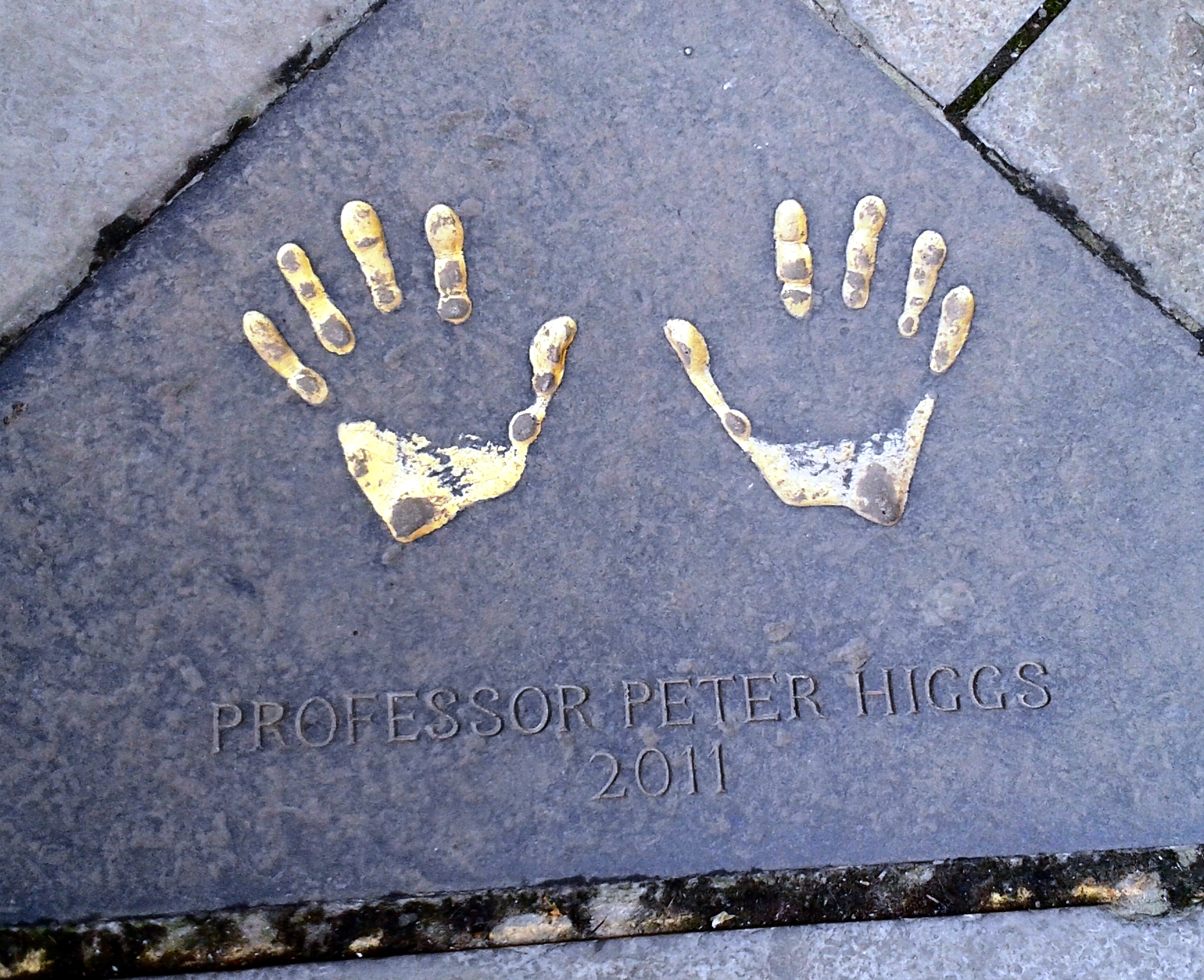
Відбиток рук Хіггса, знятий у зв'язку з нагородженням Единбурзькою премією

- Нобелівська премія з фізики (2013)
- Медаль Г'юза (1981) від Лондонського королівського товариства[62]
- Медаль Резерфорда (1984) від Інституту фізики[62]
- Медаль і премія Дірака (1997) за видатний внесок у теоретичну фізику від Інституту фізики[62]
- Премія Європейського фізичного товариства з фізики високих енергій і елементарних частинок (1997)[62]
- Премія Вольфа з фізики (2004)[62]
- Меморіальна лекція Оскара Кляйна[en] (2009) від Королівської шведської академії наук[62]
- Премія Сакураї (2010) від Американського фізичного товариства за теоретичну фізику елементарних частинок[62]
- Единбурзька премія (2011)[63]
- Унікальна медаль Хіггса від Королівського товариства Единбурга (2012)[62]
- Нобелівська премія з фізики (2013) «за теоретичне відкриття механізму, який допомагає нам розуміти походження маси субатомних частинок й існування якого було доведено виявленням передбаченої елементарної частинки в експериментах ATLAS і CMS на Великому адронному колайдері в CERN»[64]
- Орден Кавалерів Пошани (2013)[65]
- Медаль Коплі (2015) від Лондонського королівського товариства[66]

## Пам'ять
- 6 липня 2012 року, за два дні після оголошення про відкриття бозона Хіггса, Единбурзький університет оголосив про створення нового центру імені професора Хіггса для підтримки досліджень у теоретичній фізиці та «глибшого розуміння того, як працює Всесвіт»[67].
- Единбурзький університет також заснував кафедру теоретичної фізики імені Пітера Хіггса[68][69].